# Yaginumaella tenella
Yaginumaella tenella là một loài nhện trong họ Salticidae. Loài này được phát hiện ở Bhutan.